# 東京都第26区
東京都第26区（とうきょうとだい26く）は、日本の衆議院議員総選挙における選挙区。2022年（令和4年）公職選挙法改正による区割りの変更で新設。

## 区域
2022年（令和4年）公職選挙法改正以降の区域は以下のとおりである。本選挙区の設置前は目黒区が5区と7区、大田区西部が3区と4区だった。
- 目黒区
- 大田区（西部）
  - 嶺町・田園調布・鵜の木・雪谷・千束の各特別出張所管内
  - 久が原特別出張所管内（池上3丁目を除く）[4]
    - 久が原1〜6丁目、南雪谷5丁目、北嶺町、千鳥1丁目（1番3〜12号、2番1〜13・32〜38号）[5]、仲池上1・2丁目、東雪谷5丁目

  - 矢口特別出張所管内（矢口2丁目1・13・14・27・28番、矢口3丁目1・8番を除く）[4]
    - 千鳥1丁目（20番4〜6号、21番1〜3号・4号の一部・13〜20号、23番1〜4・17〜24号）、千鳥2・3丁目[6]、矢口1丁目、矢口2丁目（1・13・14・27・28番を除く）、矢口3丁目（1・8番を除く）、下丸子1〜4丁目

## 歴史
2022年に区割りの改正がされた際の新設区である（第50回衆議院議員総選挙で初めて実施）。
2024年の総選挙にて初めて実施され、3区から松原仁が国替え。公認を巡ってのトラブルから立憲民主党を離党し無所属での立候補となったが、自民党新人を4万票近く突き放し、比例復活もさせない大差で当選を果たした。

## 小選挙区選出議員
| 選挙名                 | 年     | 当選者 | 党派   |
| ---------------------- | ------ | ------ | ------ |
| 第50回衆議院議員総選挙 | 2024年 | 松原仁 | 無所属 |

## 選挙結果
時の内閣：第1次石破内閣 解散日：2024年10月9日 公示日：2024年10月15日 （全国投票率：53.85%（2.08%））
| 当落 | 候補者名 | 年齢 | 所属党派   | 新旧 | 得票数    | 得票率 | 惜敗率 | 推薦・支持 | 重複 |
| ---- | -------- | ---- | ---------- | ---- | --------- | ------ | ------ | ---------- | ---- |
| 当   | 松原仁   | 68   | 無所属     | 前   | 108,174票 | 45.56% | ――     |            | ×    |
|      | 今岡植   | 36   | 自由民主党 | 新   | 68,568票  | 28.88% | 63.39% | 公明党推薦 | ○    |
|      | 和田正子 | 75   | 日本共産党 | 新   | 28,819票  | 12.14% | 26.64% |            |      |
|      | 藤田久美 | 46   | 参政党     | 新   | 17,250票  | 7.27%  | 15.95% |            |      |
|      | 田淵正文 | 66   | 無所属     | 新   | 14,602票  | 6.15%  | 13.50% |            | ×    |